# Runzeliger Keulenpilz
Der Runzelige Keulenpilz (Clavulina rugosa), auch Runzelige Koralle genannt, ist eine weltweit verbreitete Art aus der Familie der Stoppelpilzverwandten (Hydnaceae).

## Merkmale

### Makroskopische Merkmale

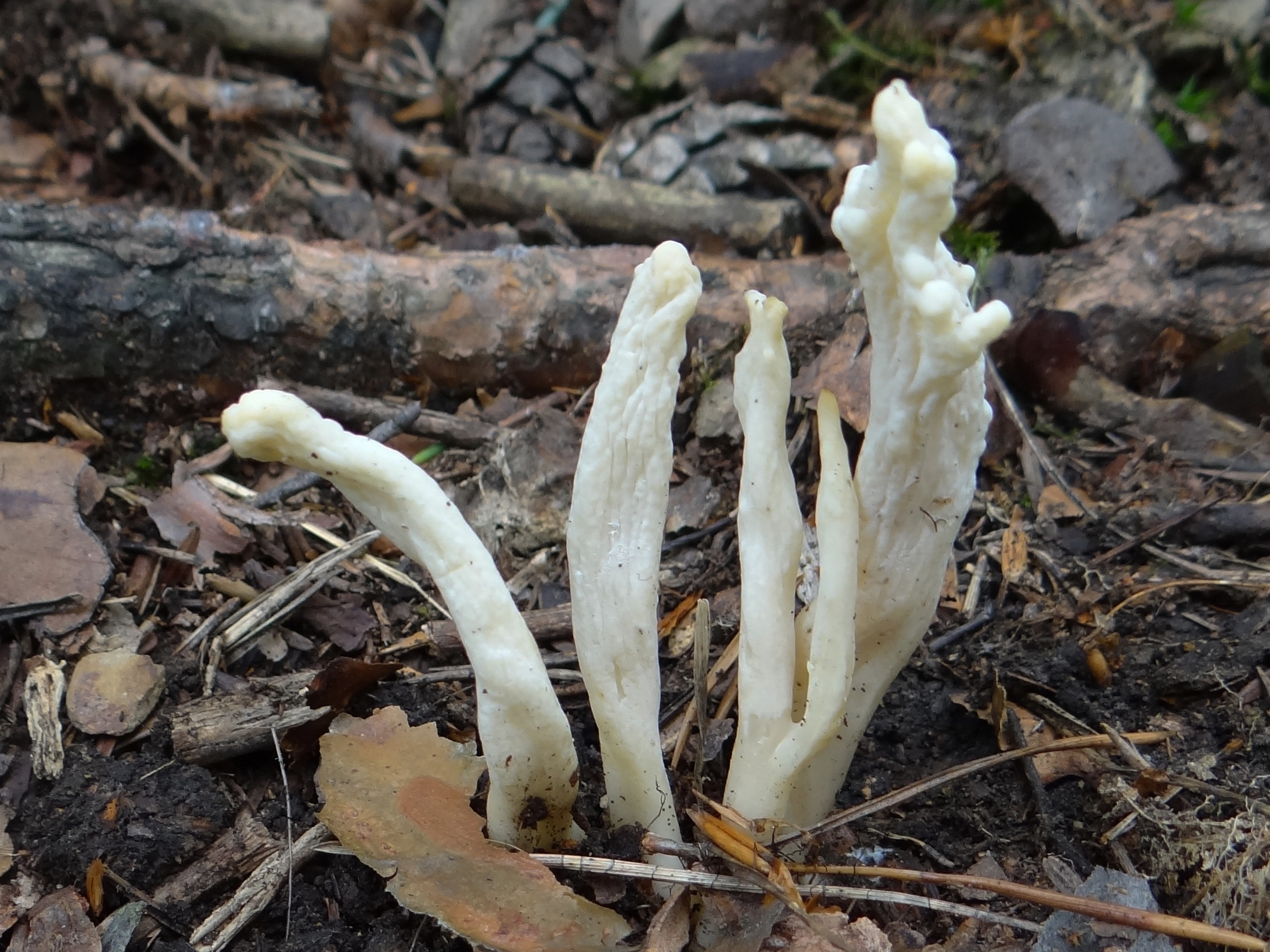
Typisch sind die kaum bis nicht verzweigten, unregelmäßig runzelig keuligen Fruchtkörper, die oft in Gruppen stehen.

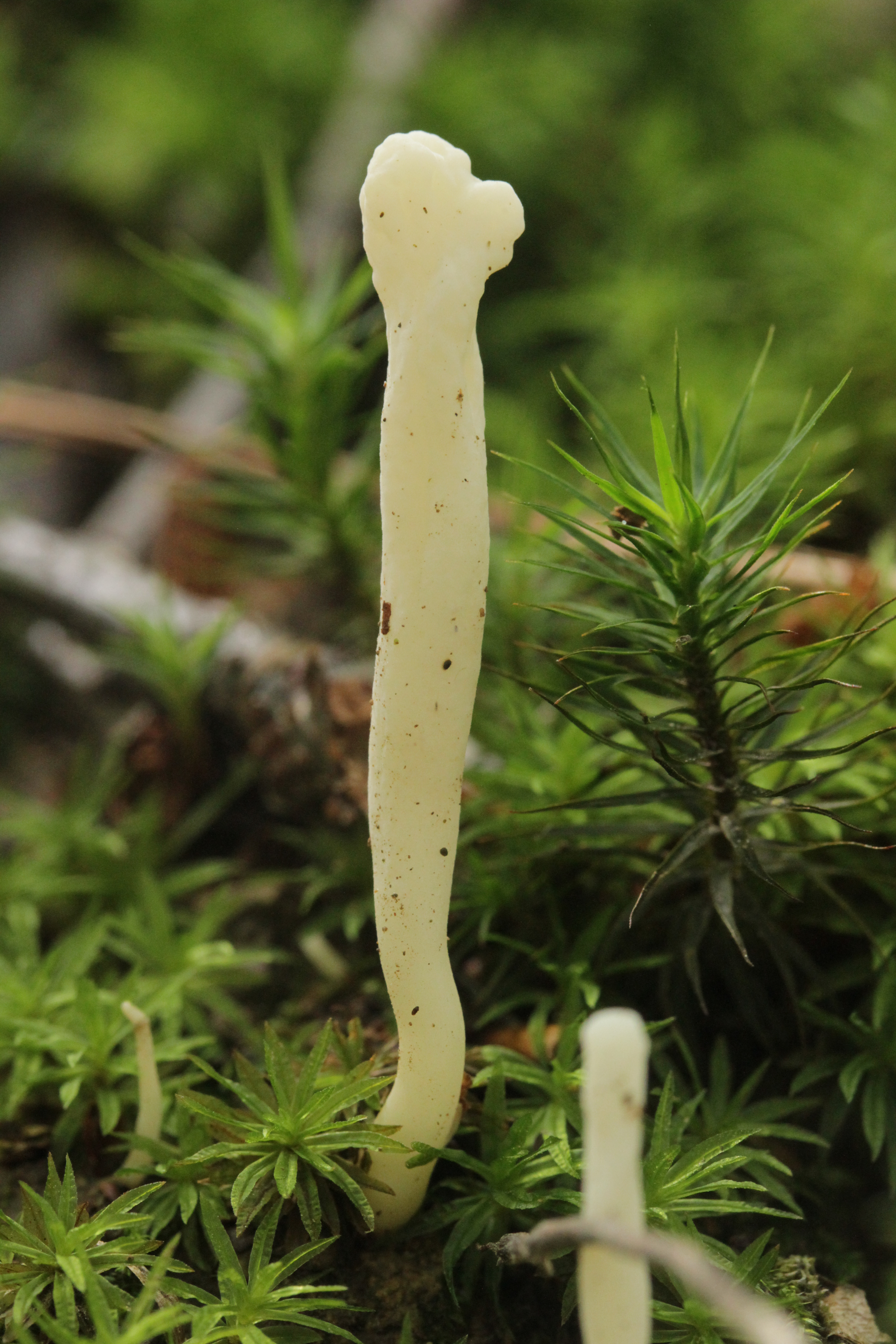
Kaum verzweigter Einzelfruchtkörper.

Die Fruchtkörper werden 4 bis 6 cm hoch, in Ausnahmefällen bis zu 12 cm. Im Durchmesser sind sie an der Basis etwa 5–10 mm groß. Die Fruchtkörper bestehen aus einzelnen oder büscheligen, keuligen bis flachgedrückten Ästen, welche nicht oder nur gegen die Spitze wenig verzweigt sind. Die Farbe reicht von weiß oder schmutzigweiß bis zu hell ockerfarben oder leicht grauen Beitönen. Die Oberfläche ist längsrillig, höckerig und runzelig, auch verdreht. Die Enden sind stumpf bis flach gedrückt, manchmal mit rudimentären Auswüchsen und nur selten mit Verzweigungen. Das Fleisch ist elastisch, brüchig und weich, der Geruch unauffällig und der Geschmack mild. Die Fruchtkörper wachsen einzeln und gesellig, selten etwas büschelig. Nicht selten findet man sie in großen Gruppen.

### Mikroskopische Merkmale
Das Hyphensystem ist monomitisch, das heißt, es finden sich nur generative Hyphen. Hyphen sind 5–12 µm breit und septiert. An den Septen befinden sich, typisch für Basidiomycota mit dikaryotischen Hyphen, Schnallen. Diese sind recht klein und an den Schnallen sind die Hyphen teilweise leicht eingeschnürt.
Die Basidien sind zylindrisch bis keulig geformt, 60–75 × 5–8 µm groß und weisen 2 Sterigmata auf. An der Basis befindet sich eine Basalschnalle.
Die Sporen – genauer Basidiosporen – sind breitelliptisch bis rundlich, glatt, hyalin und mit einem großen Öltropfen im Inneren. Die Sporenmaße betragen etwa 9–14 × 7,5–11 µm. Die Sporen sind inamyloid, lassen sich also mit Iodreagenzien nicht anfärben.

## Verwechslungsarten
Verwechslungen können mit dem Kammförmigen Keulenpilz (Clavulina coralloides) entstehen. Dieser bildet ebenfalls weiße Fruchtkörper auf, die in den meisten Fällen aber deutlich stärker verzweigt sind, besonders in den Astspitzen, außerdem hat er etwas kleinere Sporen.
Glatte Formen des Runzeligen Keulenpilzes zeigen außerdem Ähnlichkeiten zu Clavaria fragilis, die jedoch keine Schnallen und kleinere Sporen ohne großen Tropfen besitzt.

## Ökologie
Die Art findet sich in Nadelwäldern oder Nadel-Laub-Mischwäldern, seltener in reinen Laubwäldern, auf nackter Erde und zwischen Moosen, an Wegrändern, in Gräben und ähnlichen Habitaten. Fruchtkörper finden sich von August bis November, unter milden Temperaturen auch bis in den Dezember.

## Verbreitung
Die Art ist in vielen Teilen der Erde verbreitet, so in den meisten Gebieten Europas, in weiten Teilen von Nordamerika, in einigen Gebieten Australiens und Neuseelands, sowie vereinzelter in Südasien, Ostasien und den asiatischen Teilen Nordrusslands. In Afrika und Südamerika scheint sie zu fehlen. Auch in nicht genannten Gebieten ist eine Verbreitung möglich.

## Taxonomie
Das Basionym der Art lautet Clavaria rugosa Bull. 1888, der heutzutage akzeptierte wissenschaftliche Name Clavulina rugosa. Ein weiteres in der Literatur zu findendes Synonym ist Ramaria rugosa (Bull.) Gray 1821.